# Найлонови торбички за пазаруване
Найлоновите торбички или още торбичките за еднократна употреба са обикновен тип найлонова чанта, която се използва за пазаруване. Повечето от тези торбички са предназначени за еднократна употреба, с тях се пренасят предмети от магазина до къщата.
Найлоновите торбички обикновено са изработени от полиетилен.

## Отзиви
В очите на мнозина употребата на найлонови торбички символизира потребителската култура, което е в противоречие с екологията и опазването на околната среда. Символичната цена за употребата на найлонови торбички е заради огромните екологични щети, причинени от използването им.